# Friedrich Georg Hendel
Friedrich Georg Hendel (14 de diciembre de 1874-26 de junio de 1936) fue un director de escuela secundaria austríaco y entomólogo principalmente interesado en Díptera. Describió muchas especies nuevas e hizo importantes contribuciones a la taxonomía superior de los Díptera.
Nació en Viena y murió en Baden bei Wien. Su colección se encuentra en el Museo de Historia Natural de Viena.

## Trabajos
Selección 1908-1914
- 1908 Clasificación de Nouvelle des mouches à deux ailes (Diptera L.), d'après un plan tout nouveau par JG Meigen, París, un VIII (1800 vs ) Mit einem Kommentar. Verh Zool -Larva del moscardón. Ges. Viena 58: 43-69.
- 1910 Über die Nomenklatur der Acalyptratengattungen nach Th. Beckers Katalog der paläarktischen Dipteren, Bd. 4) Wien Ent. Ztg. 29: 307-313.[1]
- Diptera de 1914. Fam. Muscaridae, Subfam. Platystominae Genera Ins. 157, 179 pp., 15 pls.[2]
- 1914 Die Arten der Platystominen. Abh Zool -Larva del moscardón. Ges. Viena 8 (1): 1-409, 4 pls.
- 1914 Die Bohrfliegen Südamerikas. Abh Ber. K. Zool. Antrop. -Ethn. Mus. Dresde (1912) 14 (3): 1-84, 4 pls. .

Otros trabajos ver la sección de referencia en Sabrosky's Family Group Names in Diptera